# سارة الزعفراني
سارة الزعفراني حرم الزنزري (مواليد 26 يناير 1963،) مهندسة وسياسية تونسية، تشغل منصب وزير التجهيز والإسكان في حكومة نجلاء بودن منذ 2021. ورئيسة حكومة تونس منذ 21 مارس 2025 عندما أنهى الرئيس قيس سعيد مهام السيد كمال المدوري الرئيس السابق للحكومة وعينها خلفا له، وهي ثالث وزيرة أولى لتونس في أقل من عامين. وهي ثاني سيدة تتولى منصب الوزيرة الأولى في تاريخ تونس والعالم العربي.

## السيرة الشخصية
حصلت شهادة الهندسة المدنية من المدرسة الوطنية للمهندسين بتونس وعلى شهادة في اختصاص الهندسة الجيوتقنية من جامعة هانوفر بألمانيا، وهي خريجة معهد الدفاع الوطني ومعهد القيادة الإدارية بالمدرسة الوطنية للإدارة بتونس.